# Ivan Delić (calciatore 1998)
Ivan Delić (Spalato, 29 settembre 1998) è un calciatore croato, attaccante del Sebenico.

## Caratteristiche tecniche
È un centravanti.

## Carriera

### Club
Cresciuto nel settore giovanile dell'Hajduk Spalato, ha esordito in prima squadra il 29 ottobre 2017 subentrando al posto di Ivan Pešić nell'incontro di campionato pareggiato 0-0 contro il Slaven Belupo. Il 17 aprile 2018 firma il primo contratto professionistico con decorso nel 2021.
Il 10 febbraio 2020 è stato ceduto in prestito all'Istria 1961 fino al termine della stagione mentre, il 12 agosto successivo, viene girato in prestito al Varaždin.
Il 18 gennaio 2021, dopo una serie di prestiti e senza trovare spazio nel progetto dei Bili, si trasferisce a titolo definitivo tra le file del Slaven Belupo.
Il 13 luglio 2021, si accasa al Sebenico, firmando un contratto valido fino all'estate del 2025. Il 15 agosto, nella partita casalinga di campionato vinta 6-2 ai danni del Hrvatski Dragovoljac, segna la prima rete con la maglia dei Narančasti. Si ripete nella giornata successiva di campionato andando a segno contro il Rijeka nella trasferta persa 2-1. Continua la striscia positiva segnando, su assist di Marin Jakoliš, anche nella giornata seguente nella vittoria per 3-1 sull'Istria 1961.
Il 31 gennaio 2023, ultimo giorno della finestra invernale di mercato, Delić si trasferisce in prestito con diritto di riscatto al Cosenza, in Serie B, fino al termine del stagione.